# جورج غرفين
جورج غرفين (بالإنجليزية: George Gervin) مواليد 27 أبريل 1952 في ديترويت، هو لاعب كرة سلة أمريكي سابق بدأ مسيرته الاحترافية في سنة 1972. يبلغ طوله 6 قدم 7 بوصة (2.0 م). اعتزل اللعب في 1990.

## فرق لعب لها
- سان أنطونيو سبرز
- شيكاغو بولز
- فيرتوس روما
- باسكت مانريسا

## روابط خارجية
- جورج غرفين على موقع إن بي أي (الإنجليزية)
- جورج غرفين على موقع سبورتس رفرنس (الإنجليزية)
- جورج غرفين على موقع الدوري الإسباني لكرة السلة (الإسبانية)
- جورج غرفين على موقع كلية كرة السلة في سبورتس رفرنس.كوم (الإنجليزية)
- جورج غرفين على موقع ريلجم (الإنجليزية)
- جورج غرفين على موقع بروبوليرز (الإنجليزية)
- جورج غرفين على موقع قاعة المشاهير الجامعة الوطنية لكرة السلة (الإنجليزية)
- جورج غرفين على موقع سبورتس رفرنس (الإنجليزية)
- جورج غرفين على موقع سبورتس رفرنس (الإنجليزية)